# El Greco
El Greco (nume în spaniolă influențat de italienescul- "Il Greco" - Grecul), numele sub care este cunoscut Δομήνικος Θεοτοκόπουλος (Domênikos Theotokópoulos), (n. 1 octombrie 1541, Heraklion, Kingdom of Candia⁠(d) – d. 7 aprilie 1614, Toledo, Castilia-La Mancha, Spania), a fost un pictor spaniol manierist de origine greacă, personalitate misterioasă, atât sub aspectul specificului stilului său, cât și din pricina biografiei lui incomplete. Cunoscut mai ales datorită picturilor sale pe teme religioase și ca portretist, contribuțiile lui în domeniul sculpturii și arhitecturii au fost, din păcate, date uitării.

## Viață și operă
Domênikos (Domínikos) Theotokópulos (în traducere literală numele familiei sale înseamnă "fiul Maicii Domnului") s-a născut în anul 1541 în Candia (Handáka), (în prezent portul Iraklion), pe insula Creta, pe atunci posesiune venețiană. Nu deținem nici un fel de informație referitoare la anii de tinerețe ai pictorului. Doar într-un act notarial, datat din 6 iunie 1566, s-a păstrat semnătura lui, "Maestrul Menegos Theotokopoulos" și cuvântul adăugat de el însuși -"zugrafos" (în dialect grec local, pictor). În felul acesta, se știe că la vârsta de 25 ani era pictor specializat în miniaturi pe lemn și în fresce.

### ÎnItalia
Următorii doi ani ai vieții lui El Greco rămân o necunoscută pentru biografi. Însemnările din arhive ne informează că în luna august 1568 se pregătește să expedieze, de la Veneția la Candia, desenele unui cartograf, și el originar din Creta. Intră probabil ca ucenic în atelierul lui Tiziano sau lucrează pentru alt pictor. Doi ani mai târziu, îl întâlnește la Roma pe Tintoretto, care va fi următorul său maestru. Giulio Clovio, miniaturist și filosof iluminist, protector al pictorului, îl recomandă influentului și bogatului cardinal Alessandro Farnese. Condițiile sunt favorabile și tânărul grec începe să aibă comenzi. În 1572, Domênikos Theotokópulos devine membru al corporației pictorilor din Roma, cunoscută sub numele de "Academia Sfântul Luca". Relațiile cu pictorii din Roma nu sunt din cele mai bune, și în scurtă vreme va părăsi Italia, plecând în Spania, unde la Escurial regele Filip al II-lea a început construirea unui imens palat-mănăstire, o ocazie pentru numeroși artiști de a-și găsi de lucru.

### ÎnSpania

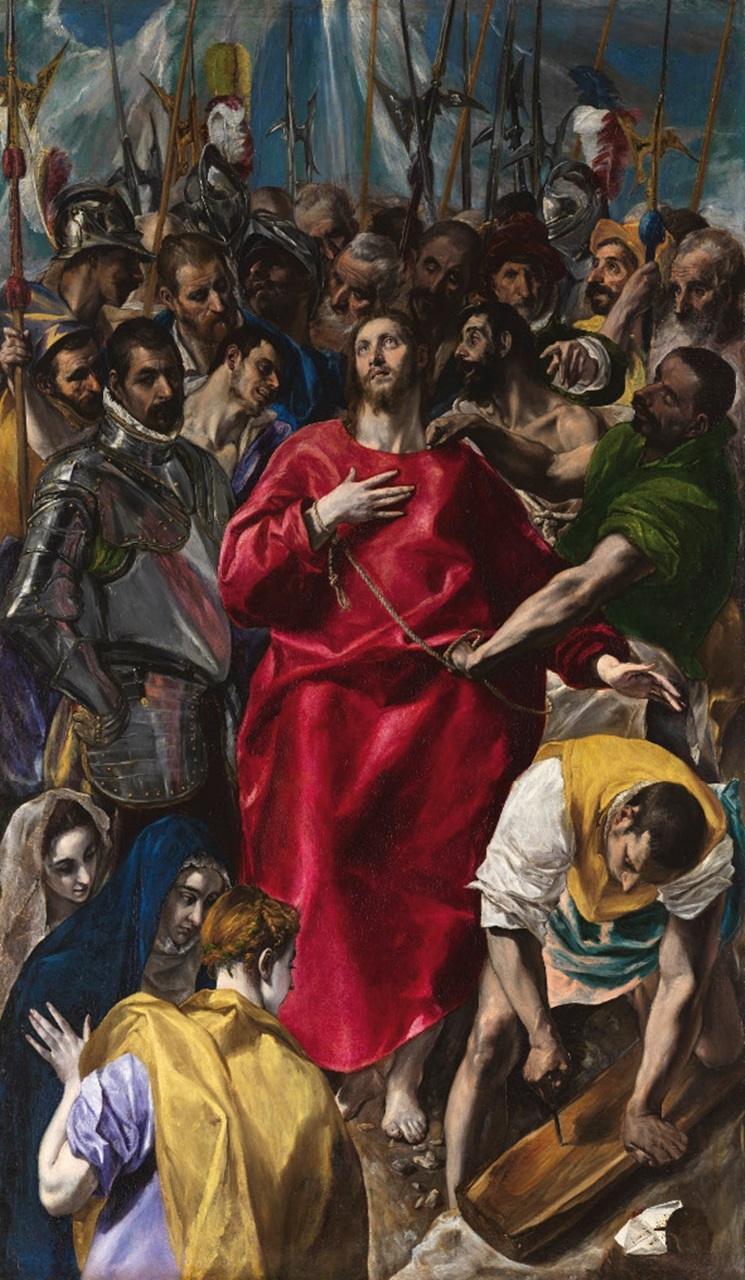
El Greco: El Espolio, Catedrala din Toledo

În anul 1577, după ce sosește la Toledo, El Greco primește din partea lui Diego de Castilla comanda pentru executarea a trei altare pentru biserica mănăstirii Santo Domingo el Antiguo, iar din partea corpului canonicilor, executarea picturilor pentru sacristia catedralei orașului. Prin urmare, pictorul realizează în această perioadă "El Espolio" ("Dezbrăcarea lui Hristos", 1577-1579) și picturile de altar. Grație acestor adevărate capodopere, succesul său este răsunător. După ani de peregrinări, emigrantul cretan își găsește în sfârșit locul, va rămâne până la moarte în Toledo. Spaniolii îl numesc "El Greco", folosind forma italiană "Greco", și nu expresia castiliană "Griego", cum ar fi fost de așteptat. Totuși, pictorul continuă să-și semneze lucrările cu numele său adevărat, folosind alfabetul grecesc. Adaugă adeseori "cretan" sau "executat de un cretan". Printre lecturile sale se află scriitorii clasici Homer, Euripide, Plutarh, Lucian și Vitruviu, dar și scriitori italieni, precum Petrarca, Ariosto și Tasso. 

El Greco: Alungarea zarafilor din templu, 1570 - National Gallery of Art, Washington

În schimb, în biblioteca lui nu se găsesc operele autorilor secolului de aur al literaturii spaniole. Nimic nu dă de înțeles că l-ar fi interesat creația lui Lope de Vega sau poemele lui Luis de Gongora, care spune într-una din poeziile sale despre El Greco că "și-a pus sufletul pe lemn și viața pe pânză".
La un an după ce a sosit la Toledo, pictorului i se naște primul fiu, Jorge Manuel. Mama copilului este Jeronima de las Cuevas, al cărei nume îi indică originea aristocratică, femeie cu care, totuși, El Greco nu se va căsători niciodată.
În scurtă vreme, frumusețea tablourilor lui El Greco atrage atenția regelui Filip al II-lea, un mecena al artei, care îl cheamă pe pictor la Madrid și îi încredințează câteva comenzi. Când artistul îi prezintă regelui "Martiriul Sfântului Mauriciu", pe care acesta i-l comandase, suveranul este nemulțumit. Pictorul, afectat de reacția regelui, se întoarce pentru totdeauna la Toledo în anul 1583. 

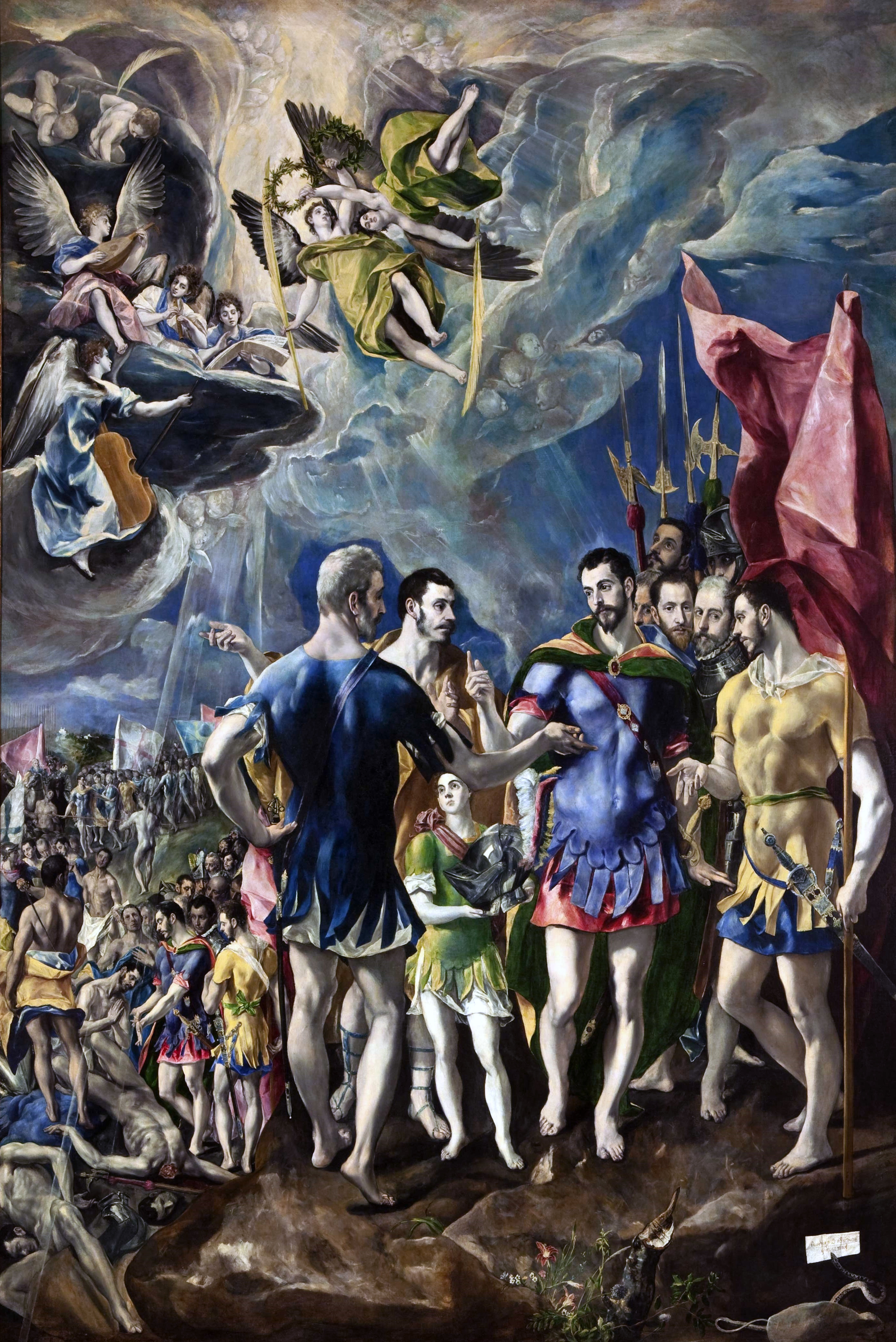
El Greco: Martiriul Sfântului Mauriciu, 1580 - Muzeul Național de Artă, București

Din fericire, în Castilia comenzile îi vin de peste tot. El Greco stabilește contacte totodată și cu negustorii de tablouri care aprovizionează piața obiectelor de artă din întreaga Spanie cu creațiile artistului. În pofida dizgrației regale, în atelierul pictorului activitatea este febrilă. Începând din anul 1589, El Greco închiriază palatul marchizei de Villen. Câștigă într-adevăr mult, dar își administrează prost banii și, în ultimii ani de viață, îl asaltează creditorii. În ziua de 7 aprilie 1614 El Greco își sfârșește zilele. Deși nu-și scrie testamentul înainte de a muri, îi lasă fiului său moștenire două sute de tablouri și o bogată bibliotecă. El Greco, umanistul cretan, a iubit orașul Toledo și și-a găsit inspirația în Castilia arsă de soare. A fost îngropat în cripta mănăstirii Santo Domingo el Antiguo, ale cărei altare le ilustrase cu picturile sale.
În bisericile din întreaga Spanie se găsesc picturile lui care prezintă personaje deformate cu priviri extatice. S-a încercat în mod naiv să se interpreteze originalitatea picturilor lui El Greco, cu persoane având figuri alungite, ca fiind o consecință a astigmatismului de care suferea. Mulți au văzut în el un vizionar dezechilibrat. 

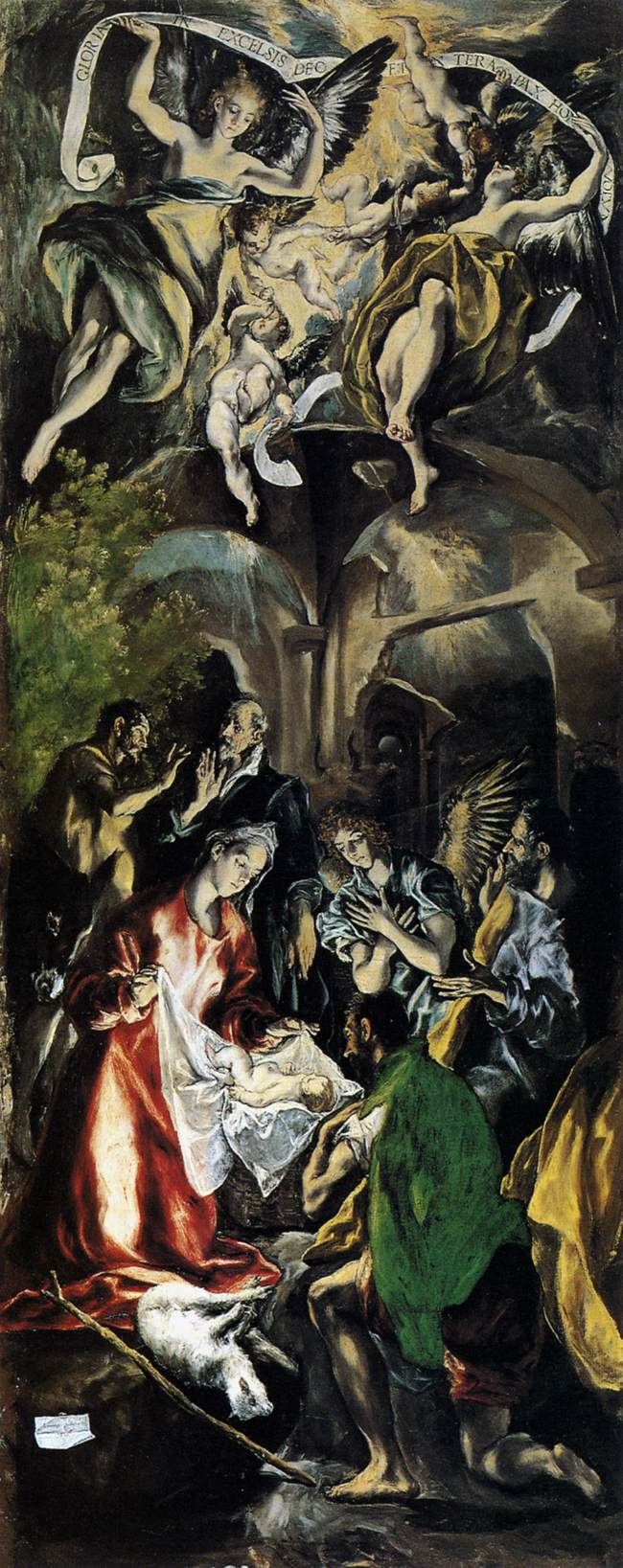
El Greco: Închinarea păstorilor, 1596-1600 - Muzeul Național de Artă, București

Chiar și astăzi, El Greco continuă să surprindă. Prețul pe care l-a plătit pentru originalitatea sa a fost uitarea, care va dura până în secolul al XIX-lea. El Greco a avut câțiva ucenici, însă nici unul demn de a-i continua arta. Numai Velázquez, care nu și-a ascuns niciodată admirația față de pictura lui El Greco, poate fi considerat un continuator al artei sale. Respins de clasicismul secolului al XVIII-lea, El Greco va fi mai târziu recunoscut drept unul din cei mai mari creatori. În Franța, admiratorii lui El Greco vor fi Delacroix, Millet și Manet. Picasso va nutri o adevărată fascinație față de opera maestrului din Toledo, fapt oglindit în multe dintre tablourile din perioada albastră. Creația lui El Greco devine și punctul de referință al avangardei expresioniste germane. Secolul al XX-lea îl repune în drepturi pe cel mai mare pictor mistic al tuturor timpurilor.

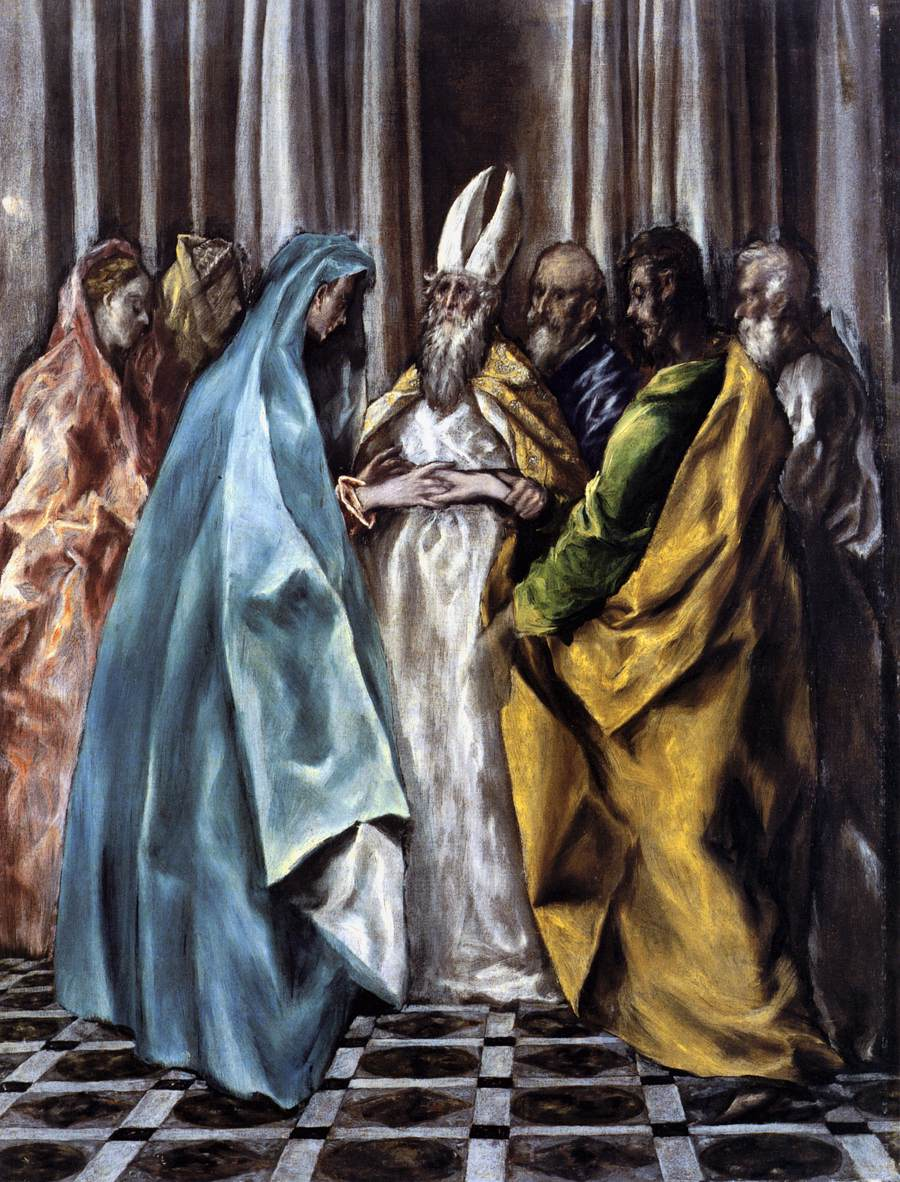
El Greco: Logodna Mariei, ca. 1612-1614 - Muzeul Național de Artă, București

În Muzeul Național de Artă al României din București se găsesc trei opere ale lui El Greco. "Martiriul Sfântului Mauriciu" este o replică a exemplarului care se află în Mănăstirea Escurial. Autenticitatea tabloului existent în București este controversată, unii (de ex. Harold Wethey, 1967) bănuiesc că ar fi o copie executată mai târziu de fiul artistului, Jorge Manuel, el însuși pictor. Majoritatea specialiștilor (Manuel Cossio 1908, August Mayer 1938, Al. Busuioceanu 1937) consideră totuși că este vorba de o operă autentică a lui El Greco, opinie întărită prin lucrările de restaurare efectuate de Simona Predescu în anul 1993. "Închinarea păstorilor" este una din cele câteva versiuni cu această temă ieșite din atelierul lui El Greco în anii 1612-1614, replică a tabloului aflat în prezent în muzeul Prado din Madrid, destinat inițial capelei de familie a lui El Greco de la mănăstirea Santo Domingo el Antiguo. În schimb, al treilea tablou din muzeul bucureștean, "Logodna Mariei", este un unicat, a cărui autenticitate este unanim recunoscută.

## Confesiunea lui El Greco

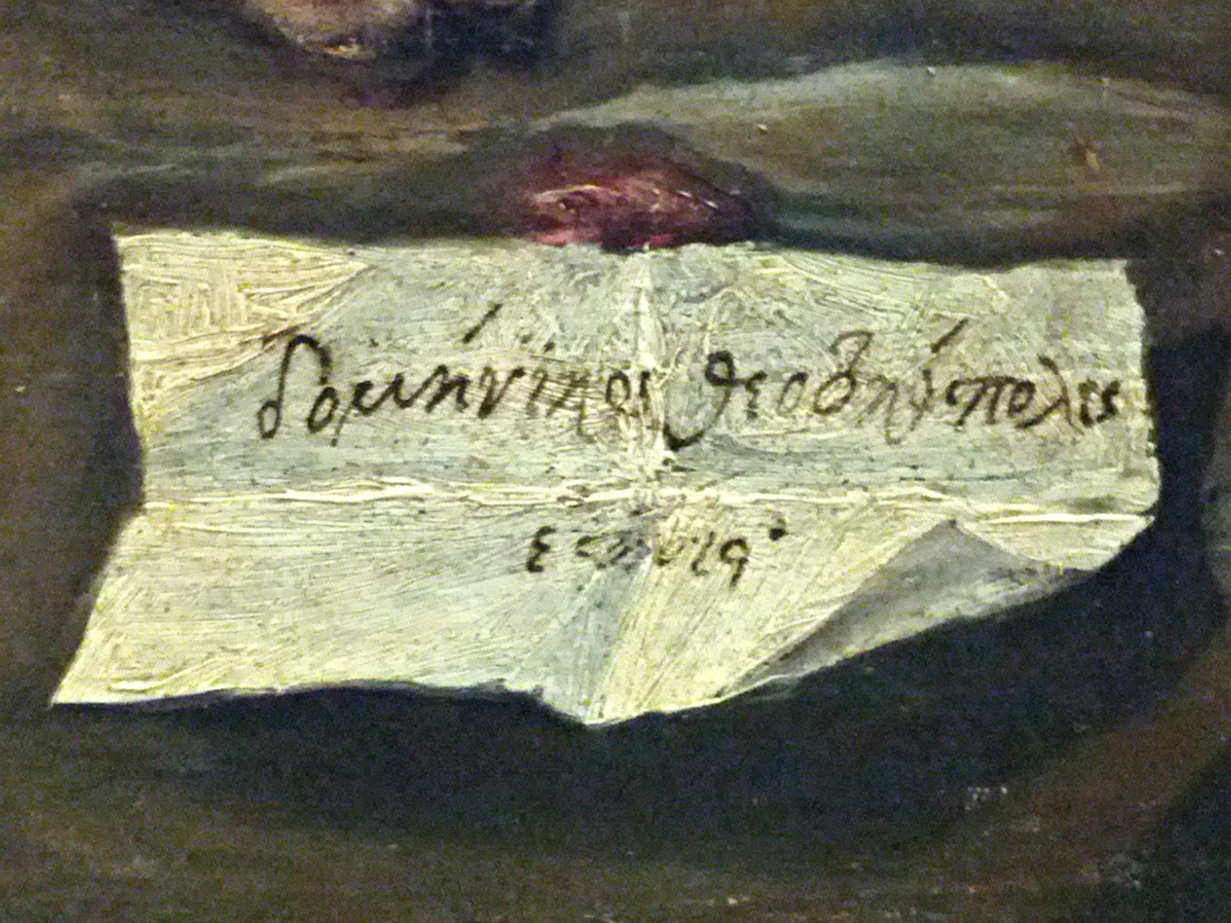
Detaliu din [//upload.wikimedia.org/wikipedia/commons/2/2b/San_Andr%C3%A9s_y_san_Francisco.jpg Apostolul Andrei și Francisc de Assisi] (1595, ulei pe pânză, Museo del Prado, Madrid), cu semnătura artistului în limba greacă.

În calitatea sa de grec din Creta și reprezentant de seamă al unui important curent de pictură bizantină (Școala cretană), El Greco era, după cum indică toate datele, ortodox. Se pare chiar că unchiul său fusese preot ortodox. Informațiile care se desprind din biografia și opera lui arată că întreaga viață și-a păstrat identitatea grecească. Astfel, pe parcursul activității, inclusiv în Spania, și-a semnat operele cu numele complet, în grafie grecească: Δομήνικος Θεοτοκόπουλος (Dominikos Theotokopoulos). Potrivit inventarului cărților pe care le deținea la data morții, aproape jumătate din biblioteca artistului era formată din texte în limba greacă. Între acestea se aflau majoritatea scriitorilor clasici (Homer, Isocrate, Euripide, Hipocrate, Demostene, Esop etc.), Sfinții Părinți (Ioan Gură de Aur, Dionisie Areopagitul, Iustin Martirul, Vasile cel Mare) și o Biblie în cinci tomuri. Legăturile sale neîntrerupte cu lumea greacă sunt susținute de faptul că, la întocmirea unei procuri ce avea să țină loc de testament, cu o săptămână înainte de moarte sa, au asistat doi greci, despre care se presupune că erau prieteni ai artistului: Diogenes Paramonlios și Konstantinos Focas.

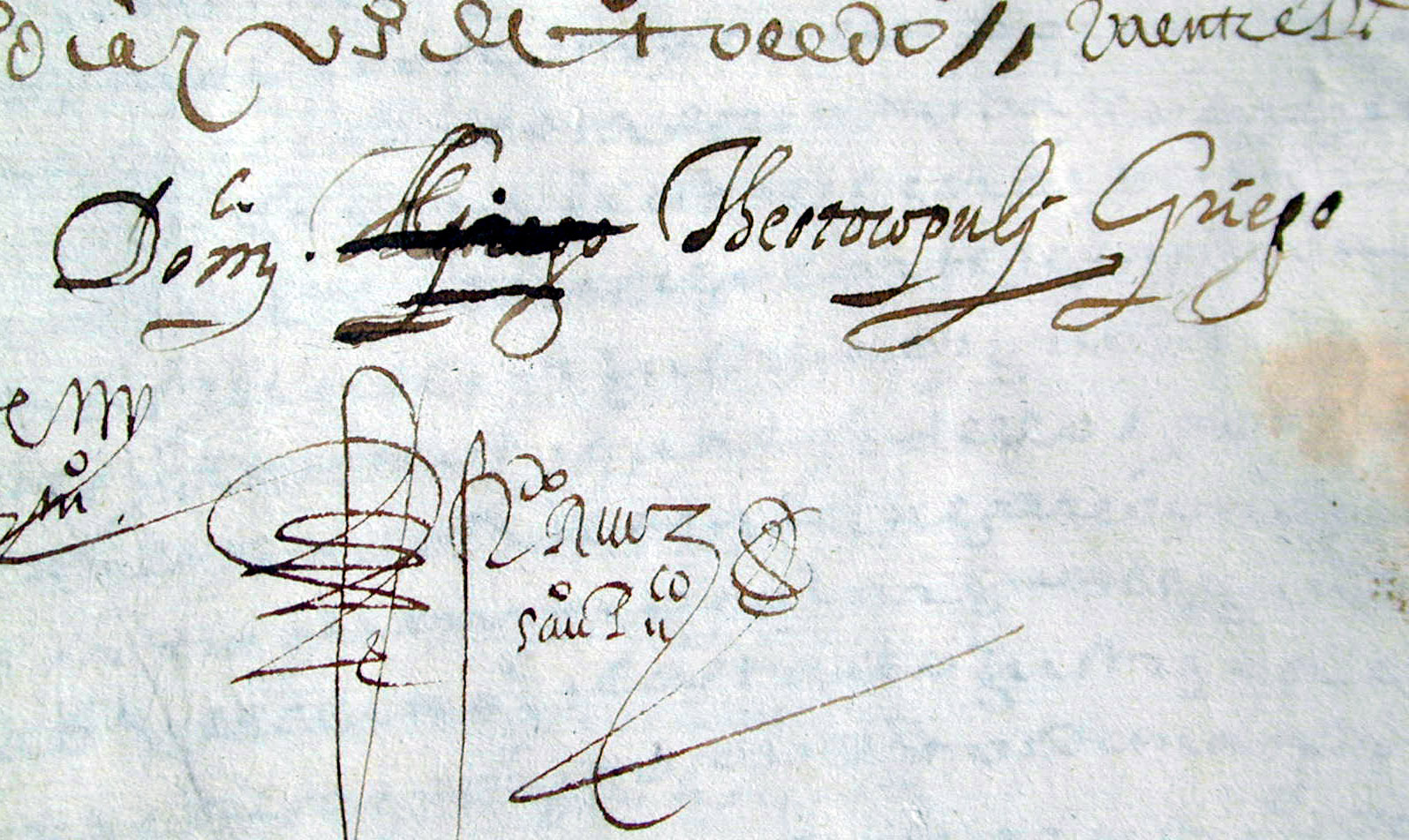
Semnătura lui El Greco

Unii cercetători au lansat teoria că El Greco s-a convertit la catolicism, argumentul adus în acest sens fiind procura menționată: întrucât starea precară de sănătate nu-i mai permitea să-și redacteze testamentul, cu o săptămână înainte de moarte a dispus să se întocmească o procură prin care lăsa această sarcină fiului său, Jorge Manuel. Procura este datată 31 martie 1614. Din cauza acelorași probleme de sănătate, El Greco nu și-a putut scrie numele întreg pe procură, ci a realizat cu dificultate o iscălitură în care cu greu se recunoaște autograful său obișnuit.

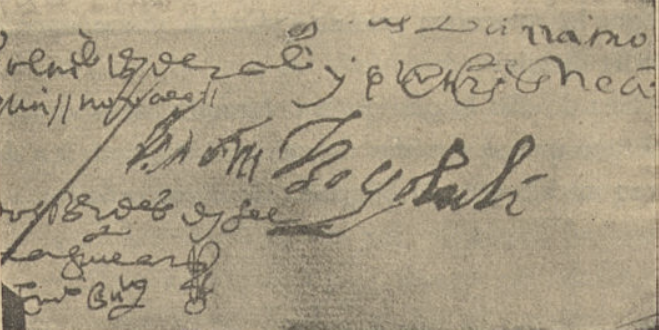
Semnătura lui El Greco pe procura din 1614

Preambulul acestei procuri conține câteva formulări care au fost interpretate drept dovezi ale apartenenței lui El Greco la Biserica Romei:
"In Dei nomine amen. Sepan q[uan]tos esta carta de poder para testam[en]to bieren como yo Dominico Teotocopuli pintor becino desta ciu[da]d de T[ole]do estando echado en una cama enfermo de enfermedad que Dios nuestro Señor fue serb[i]do de me dar y en mi buen seso juicio y entendimiento natural teniendo creyendo e confesando como tengo creo y confieso todo aquello que cree y confiesa la santa madre Iglesia de Roma y en el misterio de la Santisima Trenidad en cuya fe y crehenzia protesto bibir y morir como bueno fiel y catolico cristiano – digo que por q[uan]to por la gravedad de mi enfermedad yo no puedo hazer ni otogar ni hordenar mi testam[en]to como conbiene a el serbicio de Dios nuestro S[eño]r e salbacion de mi alma [...]."
Potrivit altor cercetători, formulele în discuție reflectă prescripțiile Inchiziției în redactarea documentelor juridice, neputând fi folosite ca probe. Într-adevăr, diverși cercetători au relevat faptul că aceste formule reprezentau expresii standard ale notarilor și scriitorilor de documente din acei ani. Insistând asupra acestei chestiuni, istoricul de artă Pál Kelemen demonstrează că formulele aduse în discuție sunt stereotipe, fiind proprii stilului juridic-administrativ din epocă. Prin urmare, după cercetătorul menționat, ele nu implică o adeziune personală a lui El Greco la catolicism. În lumina celor prezentate, Pál Kelemen concluzionează că teoriile întemeiate pe formulele din această procură nu se mai pot susține.
Așadar, nu există dovezi în prezent care să susțină teza convertirii lui El Greco la catolicism. Păstrarea de către acesta a identității grecești până la moarte și prezența unor texte religioase în limba greacă în biblioteca sa din Toledo întăresc convingerea că nu și-a schimbat confesiunea ortodoxă cu care a plecat din Creta. 

## Citate
- "El Greco este o chemare, El Greco este o rugăciune, El Greco este un strigăt, El Greco este privirea unui deținut îndreptată spre o fereastră îndepărtată, El Greco este un pescuitor de perle". (Jean Cocteau, 1943)

- "El Greco este cel mai autentic dintre pictorii spanioli, a insuflat personajelor sale tristețe exact în același moment când Cervantes a dat naștere veșnic actualului <<Cavaler al tristei figuri>>". (Manuel Cossio, 1908)